# العلاقات الجيبوتية الفانواتية
العلاقات الجيبوتية الفانواتية هي العلاقات الثنائية التي تجمع بين جيبوتي وفانواتو.

## مقارنة بين البلدين
هذه مقارنة عامة ومرجعية للدولتين:
| وجه المقارنة                                              | جيبوتي                    | فانواتو                                  |
| --------------------------------------------------------- | ------------------------- | ---------------------------------------- |
| المساحة (كم2)                                             | 23.20 ألف                 | 12.19 ألف                                |
| عدد السكان (نسمة)                                         | 956.99 ألف                | 276.24 ألف                               |
| الكثافة السكانية (ن./كم²)                                 | 41.25                     | 22.66                                    |
| العاصمة                                                   | جيبوتي                    | بورت فيلا                                |
| اللغة الرسمية                                             | لغة فرنسية، اللغة العربية | اللغة البسلاما، لغة فرنسية، لغة إنجليزية |
| العملة                                                    | فرنك جيبوتي               | فاتو فانواتي                             |
| الناتج المحلي الإجمالي (بليون دولار)                      | 1.84 مليار                | 862.88 مليون                             |
| الناتج المحلي الإجمالي (تعادل القوة الشرائية) بليون دولار | 3.10 مليار                | 790.76 مليون                             |
| الناتج المحلي الإجمالي الاسمي للفرد دولار أمريكي          | 1.95 ألف                  | 2.81 ألف                                 |
| الناتج المحلي الإجمالي للفرد دولار أمريكي                 | 3.27 ألف                  | 3.03 ألف                                 |
| مؤشر التنمية البشرية                                      | 0.470                     | 0.594                                    |
| رمز المكالمات الدولي                                      | +253                      | +678                                     |
| رمز الإنترنت                                              | .dj                       | .vu                                      |
| المنطقة الزمنية                                           | ت ع م+03:00               | ت ع م+11:00                              |

## منظمات دولية مشتركة
يشترك البلدان في عضوية مجموعة من المنظمات الدولية، منها:
| علم المنظمة | اسم المنظمة                                 | تاريخ انضمام جيبوتي | تاريخ انضمام فانواتو |
| ----------- | ------------------------------------------- | ------------------- | -------------------- |
|             | يونسكو                                      | 31 أغسطس 1989       | 10 فبراير 1994       |
|             | مؤسسة التمويل الدولية                       | 1 أكتوبر 1980       | 28 سبتمبر 1981       |
|             | منظمة حظر الأسلحة الكيميائية                | ?                   | ?                    |
|             | مؤسسة التنمية الدولية                       | 1 أكتوبر 1980       | 28 سبتمبر 1981       |
|             | منظمة التجارة العالمية                      | ?                   | ?                    |
|             | وكالة ضمان الاستثمار متعدد الأطراف          | 12 يناير 2007       | 27 يوليو 1988        |
|             | الاتحاد البريدي العالمي                     | ?                   | ?                    |
|             | الاتحاد الدولي للاتصالات                    | 22 نوفمبر 1977      | 30 مارس 1988         |
|             | الأمم المتحدة                               | 20 سبتمبر 1977      | 15 سبتمبر 1981       |
|             | البنك الدولي للإنشاء والتعمير               | 1 أكتوبر 1980       | 28 سبتمبر 1981       |
|             | مجموعة دول أفريقيا والكاريبي والمحيط الهادئ | ?                   | ?                    |